# Rikken

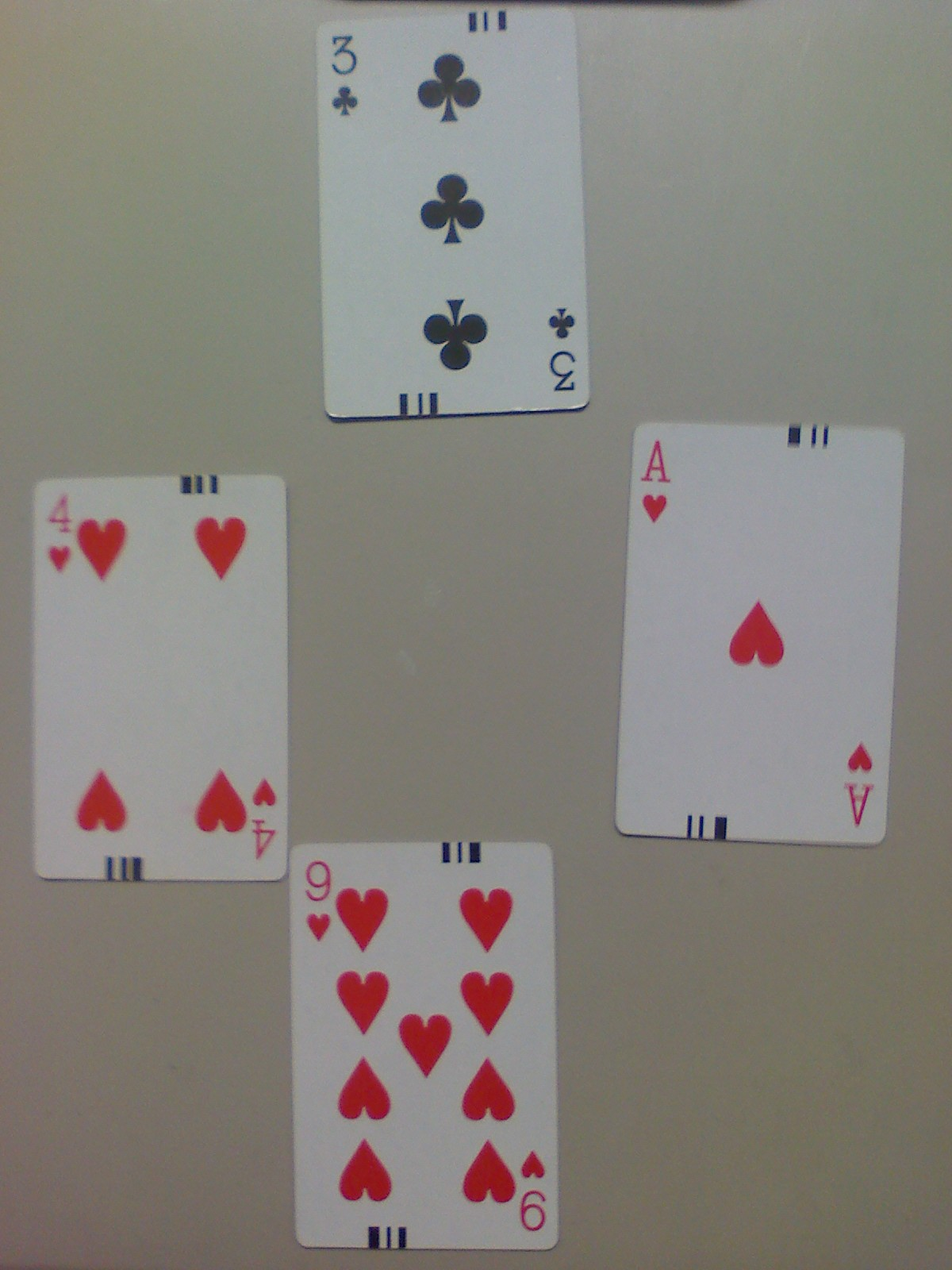
Als harten uitgekomen is wint de speler met hartenaas de slag, tenzij klaveren troef is.

Rikken of rieken is een Brabants en Limburgs kaartspel waarvan de regels plaatselijk variëren en dat ook in België gespeeld wordt. Het wordt met vier spelers gespeeld. Het spel is verwant met whist en derhalve met wiezen, klaverjassen en bridge, maar de van plaats tot plaats verschillende spelregels maken het toch wel tot een afwijkend kaartspel. De International World Whist Association heeft een officieel reglement en een officiële puntentabel uitgebracht.

## Algemene regels
1. Het spel wordt gespeeld met alle 52 speelkaarten van een pak kaarten zonder de jokers.[4][5]
2. De laagste kaart is de 2 en de hoogste de aas.
3. Het eerste bod dat men doet kan niet worden herzien.
4. 'Gerikt' is definitief, gerikt bij overbieden mag men niet wijzigen.

### Trivia
In tegenstelling tot vrijwel elk ander kaartspel, worden bij rikken de kaarten een keer overgehaald (ook wel heffen genoemd), in plaats van geschud. Dit zorgt ervoor dat de kaarten bij elkaar blijven, zodat de kans op een goede hand vergroot wordt. Vaak wordt er de eerste ronde gestoken; met name wanneer er ook andere kaartspelen met de stok gespeeld worden. Dit houdt in dat iedereen de kaarten op kleur legt en terug geeft aan de deler. Deze deelt ze opnieuw, nadat hij ze een keer overgehaald heeft.